# Davara
Davara is een geslacht van vlinders van de familie snuitmotten (Pyralidae), uit de onderfamilie Phycitinae.

## Soorten
- D. azonaxsalis Walker, 1859
- D. caricae Dyar, 1913
- D. columnella Zeller, 1881
- D. interjecta Heinrich, 1956
- D. nerthella Schaus, 1913
- D. paranensis Dyar, 1919
- D. ponsella Neunzig & Dow, 1993
- D. rufulella Ragonot, 1888